# Marie-Louise Pignot
Pour les articles homonymes, voir Pignot.
 (janvier 2019).
Marie-Louise Pignot, née à Montluçon (Allier) le 14 novembre 1797  et morte à Paris le 10 février 1876, est une auteure et éditrice française, connue sous le nom de Louise Leneveux.

## Biographie
Marie-Louise Pignot épouse en 1816, à Paris, Jean François Henry Leneveux, professeur de mathématiques et d'écritures.
Elle est la mère d'Henri Leneveux (1817-1893).
Elle meurt à Paris, 14e arrondissement, le 10 février 1876.

## Carrière
Marie-Louise Pignot est l'auteure, sous le nom de Louise Leneveux, du Nouveau manuel des fleurs emblématiques et de nombreux livres pour la jeunesse, Les Animaux parlants, Les Rêves gracieux de l'enfance, Les Petits Habitants de mes  fleurs.
Elle est également éditrice, sous le nom de Mme Leneveux, de plusieurs ouvrages de Pierre Boitard, dont L'Herbier des Demoiselles.